# Shannonomyia (Shannonomyia) urophora
Shannonomyia (Shannonomyia) urophora is een tweevleugelige uit de familie steltmuggen (Limoniidae). De soort komt voor in het Neotropisch gebied.